# We're Only in It for the Drugs
We're Only in It for the Drugs er det svenske punkband Ebba Gröns debutalbum fra 1979. Det meste af albummet blev indspillet i september–oktober 1979 med Mistlurs mobile 8-spors mixerpult i et nedlagt industrilokale på Fatbursgatan på Södermalm i Stockholm.
Albummet blev udgivet i 1979 på det svenske indieselskab Mistlur Records (MLR-10). Albummet blev i 1990 genudgivet på CD (MLRCDD-10) og igen i 2013. Ved genudgivelsen i 1990 blev inkluderet to bonustracks, "Tyst För Fan" og "Vad Ska Du Bli?".
Albummet er optaget i bogen Tusen svenska klassiker (2009).

## Trackliste
| Nr  | Titel                                | Længde | Note          |
| --- | ------------------------------------ | ------ | ------------- |
| 1.  | We’re Only In It for the Drugs No. 1 | 4.20   |               |
| 2.  | Totalvägra                           | 1.49   |               |
| 3.  | Jag hatar söndagar                   | 2.33   |               |
| 4.  | Vad har jag gjort?                   | 2.14   |               |
| 5.  | Sno från dom rika                    | 2.03   |               |
| 6.  | Beväpna er                           | 3.20   |               |
| 7.  | Det måste vara radion                | 2.08   |               |
| 8.  | Folk bits!                           | 1.58   |               |
| 9.  | Flyger                               | 2.20   | Dag Vag cover |
| 10. | Schweden Schweden                    | 2.36   |               |
| 11. | Pervers politiker                    | 2.03   |               |
| 12. | We’re Only In It for the Drugs No. 2 | 2.44   |               |

Tekst & Musik: Ebba Grøn (bortset fra #9, "Flyger", skrevet af Dag Vag)

## Medvirkende
- Joakim "Pimme" Thåström (sang, guitar)
- Lennart "Fjodor" Eriksson (el-bas, sang)
- Gunnar "Gurra" Ljungstedt (trommer)

## Hitlisteplaceringer
| Liste (1979) | Topplacering |
| ------------ | ------------ |
| Sverige      | 21           |

### Trykte kilder
- Gradvall, Jan, Nordström, Björn, Nordström, Ulf, Rabe, Annina (2009). Tusen svenska klassiker: böcker, filmer, skivor, tv-program från 1956 till i dag (svensk). Stockholm: Norstedt. ISBN 978-91-1-301717-4.{{cite book}}:  CS1-vedligeholdelse: Flere navne: authors list (link)Libris 11378554

## Eksterne links
- Omtale på Allmusic.com
- Omtale på discogs.com